# Feminismo hip-hop
O feminismo hip-hop é definido vagamente como jovens feministas que nasceram depois de 1964, e que se aproximam da comunidade política, com uma mistura de visões feministas e hip-hop. Ele compartilha muitas semelhanças com o feminismo negro e a terceira onda do feminismo, mas é distinto de auto-identificação que eleva suas próprias questões e cria seus próprios espaços políticos. Ao longo da terceira onda do feminismo, muitas construções foram desestabilizadas, incluindo as noções de "feminilidade universal", corpo, gênero, sexualidade, e a heteronormatividade.
O feminismo hip-hop foi criado pelas feministas que sentia que o feminismo negro não estava preparado para considerar as questões das mulheres pertencentes a geração hip-hop. O termo "feminismo hip-hop" foi cunhado pela crítica de cultura Joan Morgan em 1999, quando ela publicou o livro "When Chickenheads Come Home to Roost: A Hip Hop Feminist Breaks it Down."
O feminismo hip-hop é baseado em uma tradição do feminismo negro, que enfatiza que o pessoal é político, porque a nossa raça, classe, gênero e sexualidade determina a forma como somos tratados.
Uma ideia importante, que saiu do início do feminismo negro é  a interseccionalidade. T. Hasan Johnson descreve em seu livro, You Must Learn! A Primer in the Study of Hip Hop Culture como "um termo que argumenta que raça, gênero, sexualidade e classe estão interligadas e usados para moldar as relações hierárquicas na sociedade americana". O feminismo hip-hop é diferente dos "tradicionais" feminismo; é uma maneira de pensar e de viver que é baseada em diferentes experiências de vida que o "tradicional" feminismo do Movimento de Libertação das Mulheres, que era de maioria branca e estava mais interessado em fazer avançar os direitos das mulheres do que os direitos civis. O feminismo hip-hop, ganhou força, principalmente porque não havia espaços para jovens mulheres negras. A ativista de direitos humanos, Souza Jamila afirma em seu livro, Can I Get a Witness, "Como mulheres da geração hip-hop, precisamos de uma consciência feminista, que nos permite analisar como as representações e as imagens podem ser, simultaneamente, capacitadoras e problemáticas."
Muitas rappers do sexo feminino, tais como Queen Latifah, incorpora e transmitem o feminismo, no entanto, ela não se identifica como feminista, porque "ele é considerado muito branco, de classe média, e muito hostil aos homens negros. Alguns escritores colocam Latifah na história da "terceira onda" do feminismo, pela representação de uma consciência de raça e doenças sexuais abre o feminismo que rejeita a segunda onda do feminismo branca, elitismo e racismo, e também o sexismo negro e a homofobia". A segunda onda do feminismo se desenrolou no contexto da luta anti-guerra e movimentos de direitos civis, devido à crescente auto-consciência de grupos minoritários em todo o mundo. Como muitos homens e mulheres envolvidos na cultura hip hop não são brancos, eles têm uma maneira diferente de ver o mundo; um desejo de mudanças interseccionais nas esferas de como ambas as mulheres e pessoas não-brancas, são tratadas nos Estados Unidos. 
No livro Hip Hop’s Inheritance: From the Harlem Renaissance to the Hip Hop Feminist Movement, Reiland Rabaka explica,
"mulheres da geração hip hop  têm consistentemente desconstruído e reconstruído o feminismo e mulherismo, ao falar das necessidades especiais de sua vida-mundos e lutas diárias e experiências de vida únicas. No processo, elas têm produzido uma inédita forma de feminismo—um "funcional feminismo," de acordo com Morgan (1999), que é "o compromisso de "manter isto real"' com relação à crítica do intertravamento e a sobreposição da natureza do sexismo, o racismo e o capitalismo na vida das negras e outras mulheres não brancas" (pp. 61–62). Parecendo simultaneamente abraçar e rejeitar os fundamentos do feminismo, as mulheres da geração hip-hop, como outros desta geração, turva a linha entre o "pessoal" e o "político", dialogando criticamente com a cultura que geralmente as torna invisível ou grosseiramente deturpa-las quando as fazem visíveis".
Mais tarde neste livro, Rabaka explica a ligação entre a mídia, o hip hop, o feminismo, intersecionalidade:
"Feministas Hip hop compreendem de maneira crítica que as interpretações feitas pelos meios de comunicação fazem do hip-hop, bem como a mídia amplamente dissemina histórias distorcidas sobre o hip-hop, na verdade, eles são parte da construção social e manutenção de raças, gêneros, classe, sexualidade, nacionalidade e outras identidades. Tudo isto é para dizer que, feminismo hip hop é muito mais do que o feminismo, e centra-se em outras questões além do problemas feministas: misoginia e o patriarcado. Feministas hip-hops usam a cultura hip hop como um dos seus principais pontos de partida para realçar os graves problemas sociais e a necessidade de ativismo político que visa o racismo, o sexismo, o capitalismo, e heteronormatividade como sobrepostos e interligados, sistemas de opressão [...] as feministas hip hop são, simultaneamente, ampliando a gama e usa de teorias intersecionais e complicando o que significa ser uma hip hopper e uma feminista".